# Pandemonium (parcs Six Flags)
Pour les articles homonymes, voir Pandémonium.
Pandemonium est le nom de plusieurs montagnes russes tournoyantes en métal des parcs d'attractions Six Flags.

## Histoire
La première attraction Pandemonium a ouvert à Six Flags New England le 14 avril 2005 sous le nom de Mr. Six's Pandemonium (le préfixe Mr. Six's a été enlevé une année plus tard). C'étaient les seules montagnes russes tournoyantes d'un parc Six Flags jusqu'en 2007 et 2008, quand Six Flags en a ouvertes 4 autres, toutes nommées Tony Hawk's Big Spin, en référence aux jeux vidéo de skateboard Tony Hawk's. À la fin 2010, Six Flags a annulé l'accord sur la propriété intellectuelle de Tony Hawk. Les quatre attractions Tony Hawk's Big Spins ont été renommées Big Spin, puis Pandemonium.
Après le 1er janvier 2012, l'attraction de Six Flags Discovery Kingdom a été fermée et remplacée par les nouvelles montagnes russes Superman: Ultimate Flight.